# Mazeu

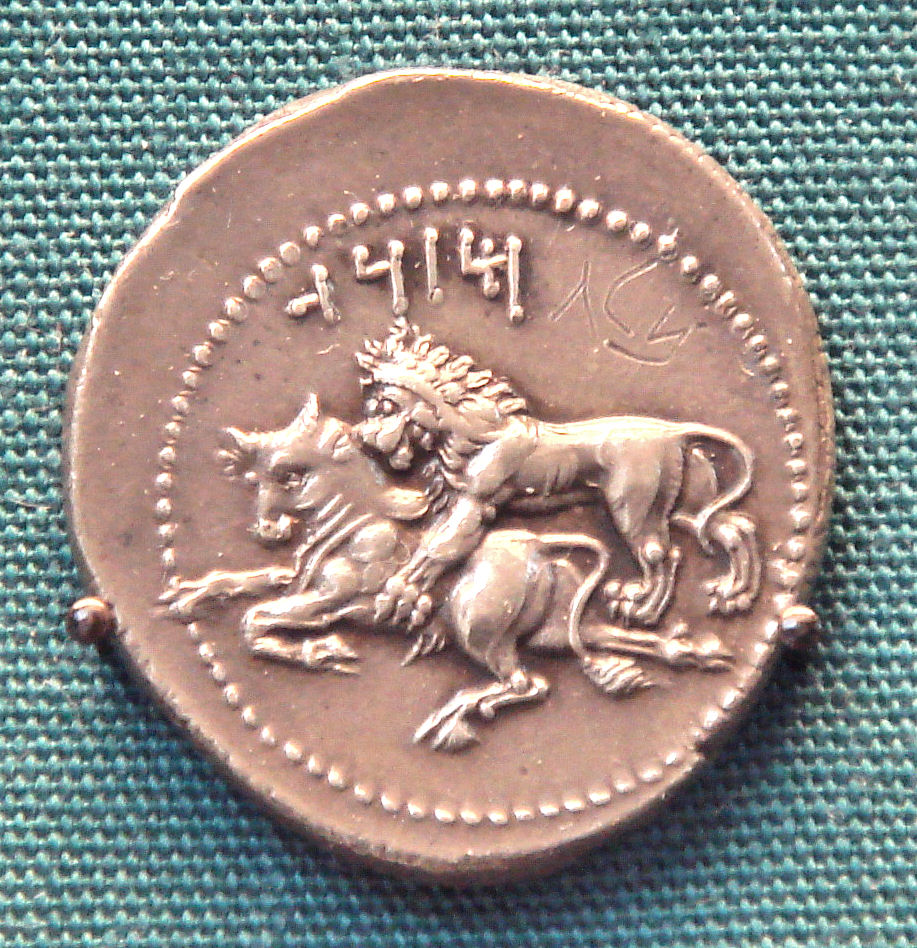
Moeda de Mazaeus.

Mazeu (em latim: Mazaeus; 385 a. C.—328 a. C.) foi um nobre persa e governador da Babilônia.
Ele foi o segundo sátrapa da Cilícia, uma região do Império Aquemênida.
Também participou da Batalha de Gaugamela,  onde comandou o flanco direito do exército persa composto por cavalarias.